# История на медицината
История на медицината изследва цялата история на медицината и е мултидисциплинарна област на изучаване, която се стреми да изследва и разбере медицинските практики, както минали, така и настоящи, в човешкото общество.

## Възникване
През 18 век до средата на 19 век в Западните университети като част от историята на медицината са четат оригиналните текстове на прочутите лекари Хипократ и Гален. Към края на 19 век няколко учени, специализиращи в медицинските факултети и практикуващи лекари започват да се занимават като част от университетските курсове с история на медицината. През 20 век става популярен Авицена и неговият Канон на медицината, както и етичните и научни правила, заложени от Авицена. Така че под история на медицината най-често се смята изучаването на тези автори.
По-специализираното изучаване на медицината, като част от школата на Оксфорд и лондонските университети, може да включва изучаване на древни историци, техните исторически анали, други исторически личности като медици от древността, които не са толкова популярни, но съставляват школата например на Древна Гърция или Древен Рим.
Обект на интерес може да е и медицината на Китай, на древните мюсюлмански страни, на отделни племена и народи, на САЩ и други. В началото на 20 век историята на медицината добива по-странно или голямо значение благодарение на Карл Судхоф и се е утвърждава като предмет на изучаване в някои медицински факултети. Специализираното списание, което Судхоф издава, служи за подкрепа на становището, че „историята на медицината е самостоятелна дисциплина, заемаща място между историческата наука и медицината“. В действителност обаче няма как история на медицината да застане точно по средата на двете науки, това е семантично-наивистично виждане, което не отговаря на реалността на историческото изследване или медицинско търсене за определена тема в исторически план. История на медицината е преференциално историческа област, самата работа в областта е историческа, тъй като се борави с исторически архиви, а в някои случаи с артефакти, без да борави с някакви метафорични идеи. Археологията и ползването на архиви имат място в медицината, но този вид изследвания са от една страна много скъпи, от друга страна изискват много време.
За някои лекари и изследователи в областта се възприема като голяма загуба на качество, тъй като водещи личности за периода, при който медицината и медицинската историческа наука претърпяват съществени промени и проблеми, тоест по времето на Нацистка Германия и фашизма между 1933 и 1945 г., когато водещите немски историци на медицината емигрират в САЩ (Хенри Зигерист, Овсей Темкин, Лудвиг Еделщайн, Ервин Хейнц Акеркнехт).
Днес дисциплината История на медицината се преподава във всички медицински факултети и е част от медицинското образование. Научният състав, занимаващ се с тази дисциплина се състои от хора, които имат както медицинско, така и историческо образование. Между тях стават все повече и тези, които са завършили само история.

## Праисторическа медицина
Праисторическата медицина е област на изследване, фокусирана върху разбирането на употребата на лечебни растения, лечебни практики, болести и благосъстоянието на хората, преди да съществуват писмени записи. Въпреки че са оформени като праисторическа „медицина“, праисторическите здравни практики са били значително различни от това, което разбираме като медицина днес.
Този период обхваща първото използване на каменни инструменти от ранните хора от преди около 3,3 милиона години до началото на писмеността и последващата записана история от около преди 5000 години.
Тъй като някога човешките популации са били разпръснати по света, образувайки изолирани общности и култури, които спорадично са си взаимодействали, са установени редица археологически периоди за отчитане на различните контексти на технологиите, социокултурното развитие и възприемането на писмени системи в ранните човешки общества Праисторическата медицина е силно контекстуална към въпросното местоположение и хора, създавайки нееднакъв период на изследване, който да отразява различните степени на обществено развитие.
Без писмени записи, прозренията за праисторическата медицина идват косвено от тълкуване на артефактите, оставени от праисторическите хора. Един клон включва археология на медицината; дисциплина, която използва набор от археологически техники като наблюдение на болести в човешки останки, растителни вкаменелости и разкопки за разкриване на медицински практики. Има доказателства за лечебни практики при неандерталците и други ранни човешки видове. Праисторическите доказателства за човешката ангажираност с медицината включват откриването на психоактивни растителни източници като псилоцибинови гъби от около 6000 г. пр.н.е. в Сахара или примитивна стоматологична помощ през ок. 10 900 пр.н.е. в Рипаро Фредиан (днешна Италия) и ок. 7000 пр.н.е. Мехргарх (днешен Пакистан)
Антропологията е друг академичен клон, който допринася за разбирането на праисторическата медицина в разкриването на социокултурните връзки, значението и тълкуването на праисторически доказателства. Припокриването на медицината както като корен за изцеление на тялото, така и като духовно през праисторическите периоди подчертава множеството цели, които лечебните практики и растенията биха могли потенциално да имат. От проторелигиите до развитите духовни системи, взаимоотношенията между хората и свръхестествените същества, от боговете до шаманите, са играли преплетена роля в праисторическата медицина.

## Антична история
Древната история обхваща времето между c. 3000 пр. н. е. до c. 500 г. сл. н. е., започвайки от доказаното развитие на системите за писане до края на класическата ера и началото на посткласическия период. Тази периодизация представя историята така, сякаш е една и съща навсякъде, но е важно да се отбележи, че социокултурата и технологичното развитие могат да се различават локално от селище до селище, както и глобално от едно общество до друго.
Древната медицина обхваща подобен период от време и представя набор от подобни лечебни теории от целия свят, свързващи природата, религията и хората в рамките на идеите за циркулиращи течности и енергия в човека.
Въпреки че изтъкнати учени и текстове подробно описват добре дефинирани медицински прозрения, техните приложения в реалния свят са помрачени от унищожаване и загуба на знания, лоша комуникация, локализирани повторни интерпретации и последващи непоследователни приложения.

### Древна месопотамска медицина
Регионът на Месопотамия, обхващащ голяма част от днешен Ирак, Кувейт, Сирия, Иран и Турция е доминиран от поредица от цивилизации, включително Шумер, най-ранната известна цивилизация в региона на Плодородния полумесец, заедно с акадците (включително асирийци и вавилонци). Припокриващите се идеи за това, което сега разбираме като медицина, наука, религия, характеризират ранните месопотамски лечебни практики като хибридна натуралистична и свръхестествена система от вярвания
Шумерите, които разработват една от най-ранните известни писмени системи през 3-то хилядолетие пр.н.е., създават множество клинописни глинени плочки, включващи подробни разкази за рецепти за лекарства, операции, дори екзорсизъм. Те се извършват от професионалисти, сред които bârû (прорицатели), ашипу (екзорсисти) и ашу (лекари-свещеници). Пример за нещо като рецепта за ранно лекарство на шумерски се появява по време на Третата династия на Ур (ок. 2112 г.пр.н.е.– ок. 2004 г.пр.н.е.).
След завладяването на шумерската цивилизация от Акадската империя и евентуалния колапс на империята поради редица социални и екологични фактори, вавилонската цивилизация започва да доминира в региона. Примерите за вавилонска медицина включват обширния вавилонски медицински текст, Диагностичният наръчник, написан от ummânū, или главния учен, Есагил-кин-апли от Борсипа в средата на 11 век пр.н.е. по време на царуването на вавилонския цар Адад-апла-иддина (1069 – 1046 г. пр.н.е.).
Този медицински трактат отделя голямо внимание на практиката на диагностика, прогноза, физически преглед и лекарства.
Повечето известни и възстановени артефакти от древните месопотамски цивилизации са съсредоточени върху неоасирийския (ок. 900 – 600 г. пр. н. е.) и неовавилонския (ок. 600 – 500 г. пр. н. е.) периоди, като последните империи, управлявани от местни месопотамски владетели. Тези открития включват огромен набор от медицински глинени таблетки от този период, въпреки че повредата на глинените документи създава големи пропуски в разбирането ни за медицинските практики.
В цивилизациите на Месопотамия има широк спектър от медицински иновации, включително доказани практики за профилактика, предприемане на мерки за предотвратяване на разпространението на болести отчети за инсулт, за осведоменост за психичните заболявания.

### Древноегипетска медицина
Древен Египет, цивилизация, обхващаща река Нил (в части от днешния Египет, Судан и Южен Судан), съществува от обединението си през ок. 3150 г. пр. н. е. до колапса му чрез персийското завоевание през 525 г. пр. н.е. и крайното падение от завладяването на Александър Велики през 332 г. пр. н. е.
По време на уникални династии, златни епохи и междинни периоди на нестабилност, древните египтяни развиват сложна, експериментална и комуникативна медицинска традиция, която е разкрита чрез оцелели документи, повечето направени от папирус, като гинекологичния папирус Кахун, папирусът на Едуин Смит, Папирусът на Еберс, Лондонският медицински папирус.
Херодот описва египтяните като „най-здравите от всички хора след либийците“ поради сухия климат и забележителната система за обществено здраве, която притежават. Според него „практиката на медицината е толкова специализирана сред тях, че всеки лекар е лечител на една болест и не повече“. Въпреки че египетската медицина до голяма степен се занимаваше със свръхестественото, тя в крайна сметка развила практическа употреба в областта на анатомията, общественото здраве и клиничната диагностика.
Медицинската информация в папируса на Едуин Смит може да датира от 3000 г. пр.н.е. Имхотеп от 3-та династия се счита за основател на древната египетска медицина и за оригиналния автор на папируса на Едуин Смит, описващ в детайли лечения, заболявания и анатомични наблюдения. Папирусът на Едуин Смит се счита за копие на няколко по-ранни произведения и е написан около. 1600 пр.н.е.
Гинекологичният папирус Кахун третира оплакванията на жените, включително проблеми със зачеването. Тридесет и четири случая с подробно описание на диагнозата и лечението оцеляват, някои от тях фрагментарно [48]. Датиращ от 1800 г. пр.н.е., това е най-старият оцелял медицински текст от всякакъв вид.
Известно е, че медицинските институции, наричани Домовете на живота, са били създадени в древен Египет още през 2200 г. пр. н. е. [49]
Папирусът на Еберс е най-старият писмен текст, в който се споменават клизми. Много лекарства се прилагат чрез клизми и един от многото видове медицински специалисти е Ири, Пастирът на ануса. [50]
Най-ранният известен лекар също се приписва на древен Египет: Хеси-Ра, „Началник на зъболекарите и лекарите“ за крал Джосер през 27 век пр. н. е. [51] Също така, най-ранната известна жена лекар, Песешет, е практикувала в Древен Египет по времето на 4-та династия. Нейната титла беше „Дама надзирател на дамите лекари.“ [52]

## В България
Първи сведения за развитие на медицинска наука и хирургия има при траките, които боравят с хирургически сечива. По време на Възраждането има сведение за турски лекари, които лекуват както българи, така и турци, а също и конете им, като основно средство за придвижване, от което произлиза и названието „конски лекар“, като предосвобожденчески стандарт в българската медицина.
По веме на Освобождението руските войски пристигат със свои военно-полеви хирурзи. За разлика от английската военно-полева медицина, тук не се ползват общо практикуващи лекари, призовани на фронта, а професионално обучени хирурзи, които не само оперират, но и работят като военни лекари, но тяхното обучение е конкретно във военно-полевата хирургия. Тези руски хирурзи след войната основават медицински болници и центрове за обучение, където да практикуват и обучават други лекари. Такъв център е Институт Пирогов, който става носител на името на хирурга Николай Иванович Пирогов, работил в България по време на Руско-турската война.

## Методи за историческо проучване
История на медицината в някои случаи се възприема като част от историческата наука, заедно с други нейни раздели като част от история на науката, което означава, че професионалните историци, могат да боравят в областта, ползвайки стандартите на историческото изследване с насоченост в областта на медицината за изучаване на определени периоди, които са от научен или обществен интерес.
Другият тип подход, считан за по-труден, е на медицинския учен и изследовател, който в търсене на определен подход, ако не може да работи с екип от историци в областта на медицината трябва сам да прави исторически проучвания. За медицинския изследовател това обикновено е по-трудно, защото той има и своята практическа работа, за разлика от историка, който може да се съсредоточи изцяло върху изследователската работа. Този тип подход също така носи и своите рискове, тъй като за разлика от професионалните археолози, медицинският изследовател, който се заеме с археологическа и историческа работа, може много често, например да се нарани, при търсенето на хирургически сечива от миналото например или други тип писмени или други останки.
Историята на медицината работи предимно с исторически източници и методи, което може да включва и отчасти етнологични методология, когато например се изучават социо-историческите аспекти на история на медицината, като мястото и социалният статус на лекарите през определени периоди, или пък особено етнографският подход, характерен за периода от османското владичество. Опорна точка са и главно писмени източници и извори като медицински текстове от Древността, Древна Гърция и Рим, Азия, праисторически находки от времето на неолита напр., отнасящи се за медицинското обучение, болестите, характерни за дадена историческа епоха, други културно-исторически писания, по които може да се съди за нивото на медицинско знание и практика, дневници на училища и университети, писма между състуденти в Русия (виж Пушкин и Евгени Онегин[поясни]), но и литературни текстове, които са източник на историческо знание за характерите на лекарите, тяхната практика и развитие за определен период, или етнографски записки за билколечение, и студентски интервюта от аналите.
Училищни методи за изучаване или изследване история на медицината са историята на общия социо-икономически и научен прогрес, който има влияние и върху развитието на медицината през определени периоди, както и изучаването на основните биографии в медицината, на първолекарите в медицината, като Авицена, както и на медицинските изобретатели (Александър Флеминг) и други велики личности в медицинската наука, чието дело е от полза и днес. Например изучаването на Авицена може да се смята и за част от история на науката.
Пол, джендър, идентичност, етнос, раса, религия
- науки за пола не са отделно от тези за произхода, етническата и религиозна принадлежност

Области от историческата наука, които са по-скоро неприложими за история на медицината
Тази бележка е особено за тези, които са малко чели история, теория на историята или не я разбират, но попадат на терминологичните области, които по-долу са изброени:
- Някои френски исторически течения се смятат за особено непопулярни в областта на история на медицината според професионалните историци като например „история за всекидневието“, тъй като това е историческа област, която обикновено се занимава с културно атрактивни селски региони, художествени аспекти на културата и други теми, които рядко се намират в медицината.
- Историческа антропология, тук отново става дума за археология и етнология, които се смятат за опасни, вредни за медицинския изследовател и трябва да се извършват от специално тренирани студенти и етнолози, тази област е изключително неподходяща за лекари и в действителност няма никакво място в история на медицината, където има място предимно за отделните видни личности (Изследването на човешките останки и тогавашните причинители на болести не е част от предмета история на медицината, а на палеопатологията.)

Някои течения в социология на медицината ползват странни приложения на литературни методи от 90-те, които те залагат като инструментални методи за науката история, като изменящи това което е към това, което по-скоро не е вярно да е, но за медицината в България са актуални: пост-структурализъм, деконструкция. Проблемът с приложението на подобни „литературни“ методи извън текстовостта, особено от непрофесионални литератори и историци, са странни резултати особено за лекарската и хирургическата наука, които са по-скоро нежелателни, тъй като в медицината няма деконструкция, а само реконструкция.